# Gluino
Trong siêu đối xứng, một gluino (g͂) là hạt siêu đối xứng của một gluon. Nếu chúng tồn tại, gluino được kỳ vọng bởi các nhà lý thuyết siêu đối xứng là chúng được tạo ra trong các máy gia tốc hạt như Large Hadron Collider.

## Thông tin
- Trong lý thuyết siêu đối xứng, gluino là các fermion Majorana và tương tác qua lực hạt nhân mạnh. Gluino có số lepton: 0, số baryon: 0, và spin: 1/2.
- 8 gluon và 8 gluino.
- Trong các mô hình siêu đối xứng R-tương đương, gluino phân rã qua sự tương tác mạnh mẽ với một squark và một quark, với điều kiện là một mối quan hệ khối lượng thích hợp được thỏa mãn. Các squark sau đó phân rã thành một quark khác và hạt nhẹ siêu đối xứng (LSP).
- Tuy nhiên, nếu gluino nhẹ hơn bình thường, sự phân rã của 3 gluino thành một cặp neutrovino và một quark phản quark có thể được tiếp cận qua s-quark.Gluino

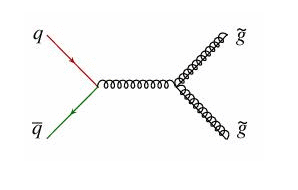
Gluino